# Balsac
Balsac é uma ex-comuna francesa na região administrativa de Occitânia, no departamento de Aveyron. Estendeu-se por uma área de 15,57 km². Em 2010 a comuna tinha 611 habitantes (densidade: 39,2 hab./km²).
Em 1 de janeiro de 2017 foi fundida com a comuna de Druelle para a criação da nova comuna de Druelle Balsac.